# Villamayor de Monjardín

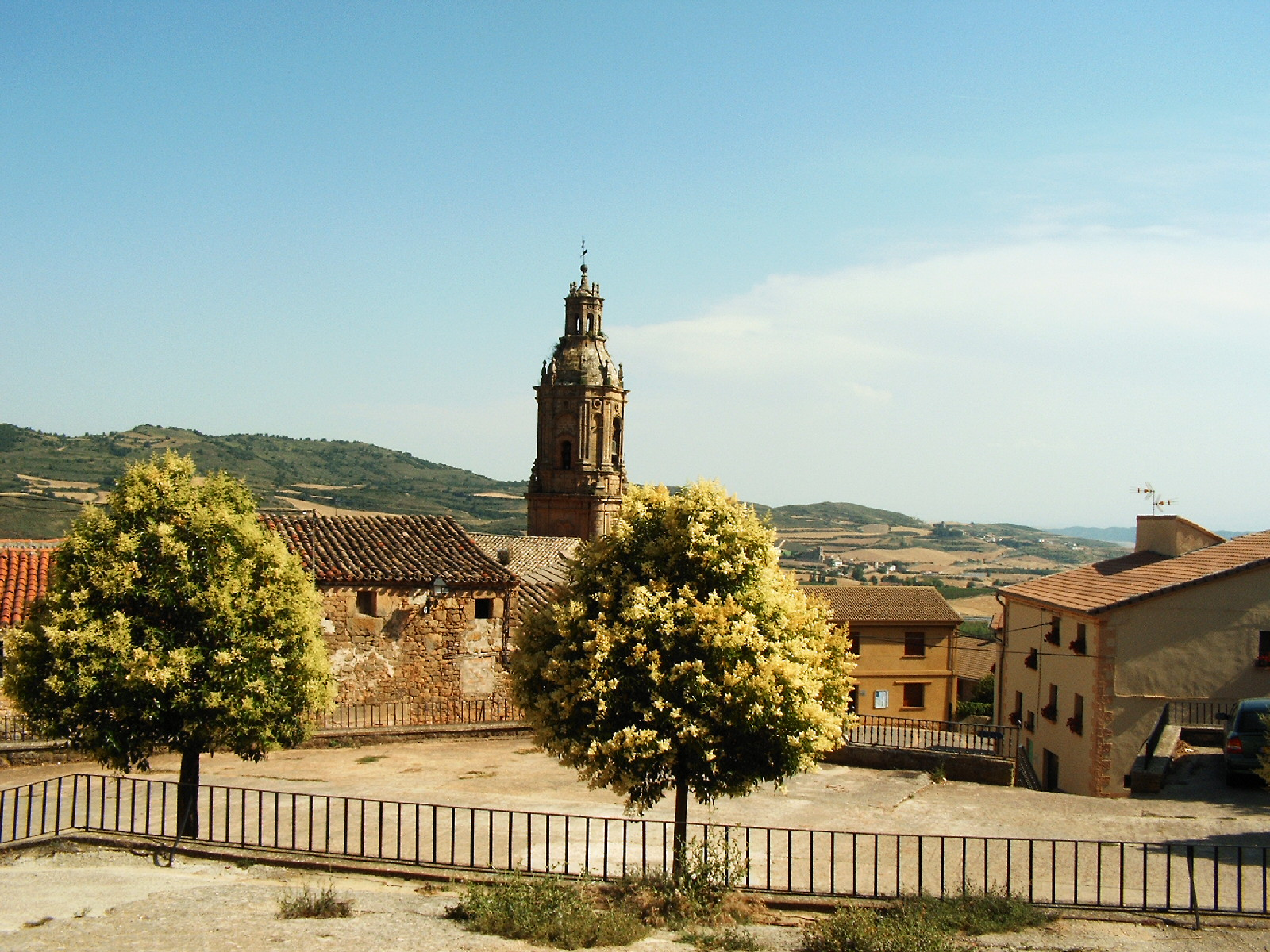
Monjardín

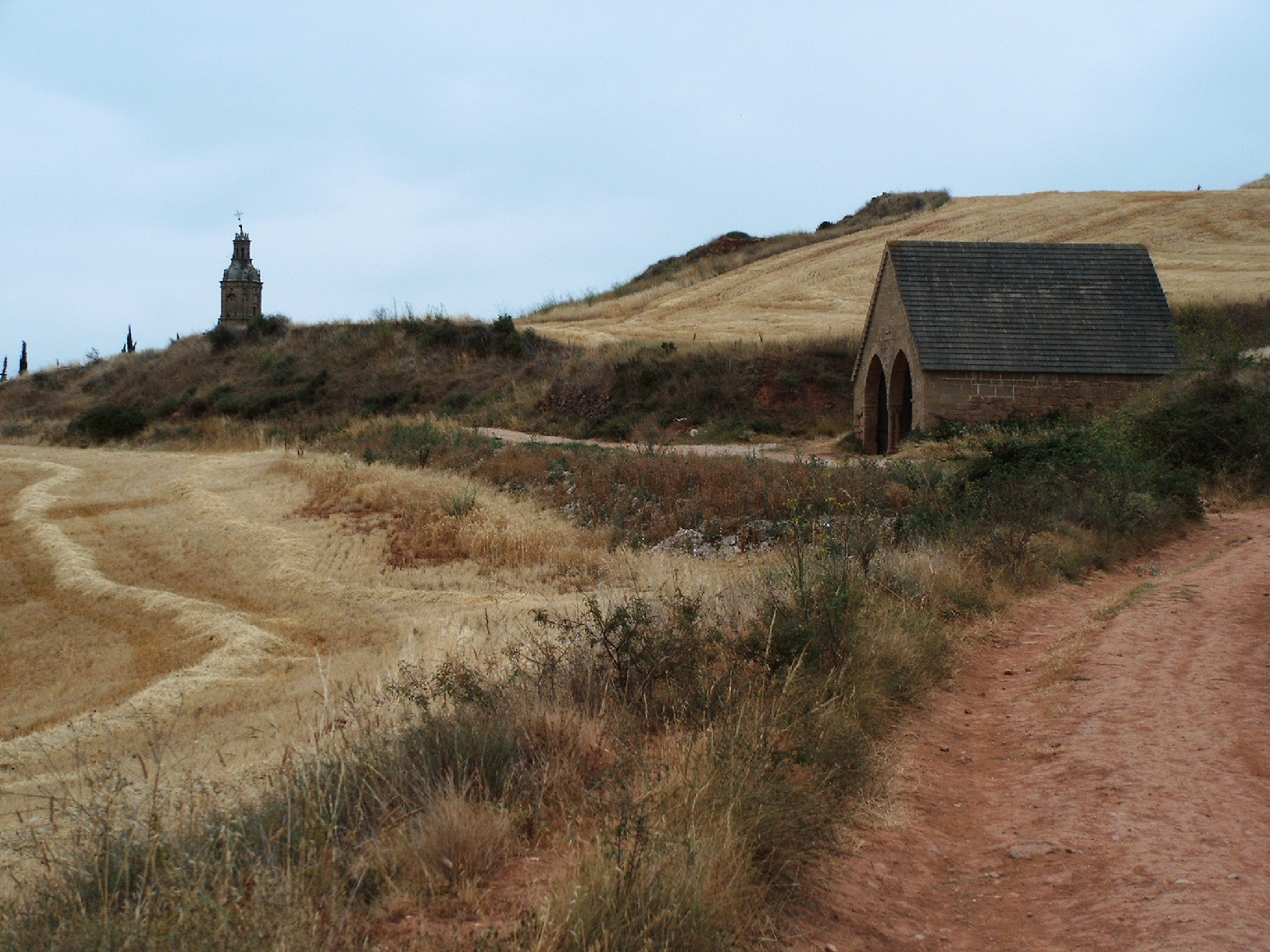
Maurenquelle bei Monjardín

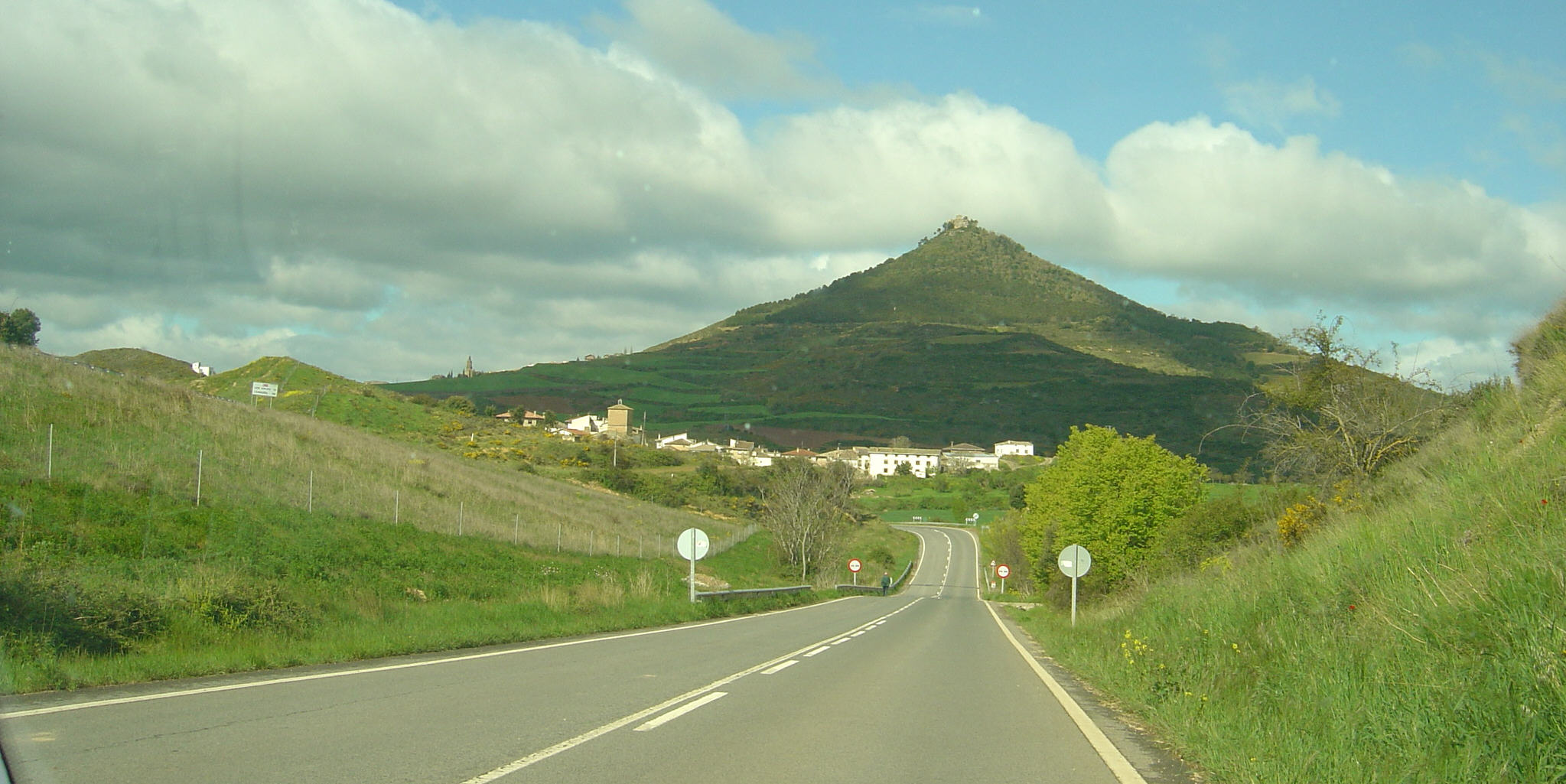
Berg Monjardín mit Burgruine, davor Azqueta, hinten links der Kirchturm von Villamayor

Villamayor de Monjardín ist ein Ort am Jakobsweg im spanischsprachigen Teil der Autonomen Gemeinschaft Navarra.

## Geschichte
Die Burg auf dem Monjardín wird als Mons Garcini erwähnt, anlässlich der Einnahme durch Karl den Großen im Jahr 778. Dabei soll ein Graf Furio, Bruder des Burgherrn, als Geisel genommen worden sein. Chroniken über die ersten Jahre des Kalifats von Córdoba sprechen dagegen davon, dass der erste Kalif die Burg schleifen ließ, nachdem er gegen seine Gegner aus Saragossa und der Ebro-Region vorgegangen war. 

„El conde „Mothmin“ se había dado en retirada previamente, así como otras guarniciones incluida Pamplona supuestamente arrasada por el emperador franco.“

Die Geschichte des Ortes ist fest mit der über dem Ort gelegenen Burg verbunden. Sie war ein wichtiges Bollwerk gegen die maurische Invasion und wurde im Rahmen der Reconquista durch König Sancho I. Garcés im Jahr 908 zurückerobert. Als Zentrum und Stütze maurischer Machtausübung in dieser Gegend gelang dies nicht ohne harte Kämpfe.
Sancho II. (Navarra) schenkte die Burg dem Kloster Irache, später wechselte sie auf Veranlassung von Sancho Mayors in den Besitz des Domkapitels von Pamplona. Im 16. Jahrhundert befindet es sich unter den Gütern des Herzogs von Alba, der es möglicherweise für den Einfall in Navarra von 1512 erhalten hat.
Während der Carlistenkriege wurde es wechselweise durch liberale und carlistische Truppen besetzt.

## Wappen
Beschreibung: In Rot ein goldenes Patriarchenkreuz mit Kleeblattarmen auf zwei Stufen und mit einem schwarzen Hochkreuz belegt.

## Namensherkunft
Der überlieferte Name des Ortes ist allein Villamayor (im Original Villa Maior). Weil der Name so bis ins 13. Jh. nicht erwähnt wird, nimmt man an, dass er bei Gründung oder Wiederbesiedlung vergeben wurde, möglicherweise durch König Sancho den Starken gegen Ende des 12. Jahrhunderts. Angesichts der zahlreichen Orte gleichen Namens in Spanien fügte die Königliche Geografische Gesellschaft (Real Sociedad Geográfica) im Februar 1908 zur besseren Unterscheidung den Namen des nahegelegenen Berges Monjardín an und gab ihr damit den bis heute gültigen Namen.
Der nun namensbestimmende Monjardín beherrscht auch das Landschaftsbild um den Ort und hieß früher Deyo. Die lokale Überlieferung führt den jetzigen Namen auf den navarresischen König Sancho I. Garcés zurück, der in der Burg auf dem Gipfel des Berges seine letzte Ruhestätte gefunden haben soll. Monjardín würde demzufolge von Mons Garcini, also Berg des Garcés, herrühren. Es gibt jedoch auch Autoren, wie zum Beispiel Mikel Belasko, die für möglich halten, dass Monjardín schlicht aus monte (Berg) und jardín (Garten, Parkanlage) zusammengesetzt ist.
Villamayor de Monjardín ist seines Namens wegen auch als Dorf der vier Lügen bekannt: Ein scherzhaftes Sprichwort führt an, dass es weder Stadt (villa) noch groß (mayor) sei, weder Nonnen (monja) noch Park (jardín) hätte (spanisch: Ni es villa, ni es mayor, ni tiene monjas ni tampoco jardín).

## Sehenswürdigkeiten
- Wappengeschmückte Häuser im Ortskern
- Kirche Iglesia de San Andrés Apóstol, spätromanisches Gotteshaus mit einem Schiff, der barocke Kirchturm wurde von außen angesetzt.
- Ermita San Esteban de Deyo oder Santa Cruz de Monjardín
- Castillo de San Esteban de Deyo oder Castillo de Monjardín. Festungsanlage auf dem Monjardín (auf 890 Meter), die seit dem 10. Jahrhundert belegt ist. Sancho I. Garcés eroberte die Burg 908 von den Mauren und soll hier begraben liegen. Heute existieren hier noch einige Sandsteinmauern und die alte Zisterne in einem Haus mit Kuppelgewölbe.
- Fuente de Moros (Maurenquelle). Die Zisterne liegt kurz vor Monjardín am Jakobsweg. Sie ist steingedeckt über einem Tonnengewölbe und öffnet sich zum Weg mit einem Doppelbogen, der in der Mitte von einer Zwillingssäule mit Kapitell geteilt wird. Steinstufen führen zum Wasser hinunter.

## Fiestas
Patronatsfest am zweiten Sonnabend im September.